# Herb Galicji

Herb Galicji

Herb Galicji przedstawia na tarczy w polu błękitnym złoty kielich mszalny ze srebrną hostią w otoczeniu siedmiu srebrnych krzyży greckich.
Kolor błękitny jest barwą Najświętszej Marii Panny. Kielich mszalny i hostia są dodatkowym podkreśleniem chrześcijaństwa. Hostia jest szara, ponieważ w heraldyce biel oznacza srebro. Wszystko zwieńcza korona królewska, przypominająca, że monarcha jest pomazańcem Bożym.
Kielich jako herb Galicji znany jest od XV wieku, z hostią od XVI wieku.
Krzyże (początkowo było ich sześć) do XIX wieku były czerwone.
Obecny wzór herbu Galicji powstał w 1972 roku. Jako herb wspólnoty autonomicznej przyjęty został 29 maja 1984 roku.